# Élections législatives de 1902 dans la Vienne
Les élections législatives de 1902 ont eu lieu les 27 avril et 11 mai. Six députés sont élus dans la Vienne.

## Députés élus
|   | Circonscription | Député sortant    |  | Groupe parlementaire       | Député élu        |  | Groupe parlementaire      |
| - | --------------- | ----------------- |  | -------------------------- | ----------------- |  | ------------------------- |
| 1 | Châtellerault   | Jules Duvau       |  | Républicains progressistes | Frédéric Godet    |  | Union démocratique        |
| 2 | Civray          | Maurice Pain      |  | Républicains indépendants  | Maurice Pain      |  | Action libérale populaire |
| 3 | Loudun          | Maxime Ridouard   |  | Union progressiste         | Maxime Ridouard   |  | Gauche radicale           |
| 4 | Montmorillon    | Junyen Corderoy   |  | Union progressiste         | Junyen Corderoy   |  | Union démocratique        |
| 5 | 1re de Poitiers | Auguste Girardin  |  | Union progressiste         | Edgard de Montjou |  | Non inscrit               |
| 6 | 2e de Poitiers  | Raymond Dupuytrem |  | Non inscrit                | Raoul Péret       |  | Gauche radicale           |

## Résultats à l'échelle du département
| Partis         | Partis                                      | Premier tour | Premier tour | Deuxième tour | Deuxième tour | Sièges |
| Partis         | Partis                                      | Voix         | %            | Voix          | %             | Sièges |
| -------------- | ------------------------------------------- | ------------ | ------------ | ------------- | ------------- | ------ |
|                | Radicaux                                    | 26 025       | 29,71        | 19 129        | 39,13         | 2      |
|                | Parti nationaliste                          | 22 186       | 25,33        | 14 737        | 30,14         | 1      |
|                | Républicains progressistes ministériels     | 18 980       | 21,66        | 9 772         | 19,99         | 2      |
|                | Monarchistes                                | 7 635        | 8,72         | 5 250         | 10,74         | 1      |
|                | Parti socialiste français                   | 6 561        | 7,49         |               |               | 0      |
|                | Républicains progressistes antiministériels | 3 255        | 3,72         | 0             |               |        |
|                | Radicaux socialiste                         | 2 946        | 3,36         | 0             |               |        |
|                |                                             |              |              |               |               |        |
| Inscrits       | Inscrits                                    | 108 125      | 100,00       | 61 780        | 100,00        | 6      |
| Votants        | Votants                                     | 88 974       | 82,29        | 49 629        | 80,33         |        |
| Abstentions    | Abstentions                                 | 19 151       | 17,71        | 12 151        | 19,67         |        |
| Blancs et nuls | Blancs et nuls                              | 1 386        | 1,28         | 741           | 1,49          |        |
| Exprimés       | Exprimés                                    | 87 588       | 98,44        | 48 888        | 98,51         |        |
|                |                                             |              |              |               |               |        |
|                | Bloc des gauches ministériels               | 54 512       | 62,24        | 28 901        | 59,12         | 4      |
|                | Oppositions antiministérielles              | 33 076       | 37,76        | 19 987        | 40,88         | 2      |

## Résultats par circonscription

### Châtellerault
| Candidat       | Candidat       | Parti                                | Premier tour | Premier tour | Deuxième tour | Deuxième tour |
| Candidat       | Candidat       | Parti                                | Voix         | %            | Voix          | %             |
| -------------- | -------------- | ------------------------------------ | ------------ | ------------ | ------------- | ------------- |
|                | Jules Duvau    | Républicain progressiste ministériel | 6 723        | 41,37        |               |               |
|                | Frédéric Godet | Radical                              | 4 896        | 30,13        | 9 949         | 65,46         |
|                | Dalle          | PSF                                  | 3 599        | 22,15        |               |               |
|                | Picquot        | Radical                              | 1 033        | 6,36         |               |               |
|                | Creuzé         | Monarchiste                          |              |              | 5 250         | 34,54         |
|                |                |                                      |              |              |               |               |
| Inscrits       | Inscrits       | Inscrits                             | 20 668       | 100,00       | 20 664        | 100,00        |
| Votants        | Votants        | Votants                              | 16 546       | 80,06        | 15 631        | 75,64         |
| Abstention     | Abstention     | Abstention                           | 4 122        | 19,94        | 5 033         | 24,36         |
| Blancs et nuls | Blancs et nuls | Blancs et nuls                       | 295          | 1,78         | 432           | 2,76          |
| Exprimés       | Exprimés       | Exprimés                             | 16 251       | 98,22        | 15 199        | 97,24         |

### Civray
| Candidat       | Candidat       | Parti                                | Premier tour | Premier tour |
| Candidat       | Candidat       | Parti                                | Voix         | %            |
| -------------- | -------------- | ------------------------------------ | ------------ | ------------ |
|                | Maurice Pain   | Monarchiste                          | 7 635        | 56,82        |
|                | Salmon         | Républicain progressiste ministériel | 5 802        | 43,18        |
|                |                |                                      |              |              |
| Inscrits       | Inscrits       | Inscrits                             | 16 062       | 100,00       |
| Votants        | Votants        | Votants                              | 13 611       | 84,74        |
| Abstention     | Abstention     | Abstention                           | 2 451        | 15,26        |
| Blancs et nuls | Blancs et nuls | Blancs et nuls                       | 174          | 1,28         |
| Exprimés       | Exprimés       | Exprimés                             | 13 437       | 98,72        |

### Loudun
| Candidat       | Candidat        | Parti                                    | Premier tour | Premier tour |
| Candidat       | Candidat        | Parti                                    | Voix         | %            |
| -------------- | --------------- | ---------------------------------------- | ------------ | ------------ |
|                | Maxime Ridouard | Radical                                  | 6 353        | 66,12        |
|                | Robert Vallier  | Républicain progressiste antiministériel | 3 255        | 33,88        |
|                |                 |                                          |              |              |
| Inscrits       | Inscrits        | Inscrits                                 | 11 958       | 100,00       |
| Votants        | Votants         | Votants                                  | 9 892        | 82,72        |
| Abstention     | Abstention      | Abstention                               | 2 066        | 17,28        |
| Blancs et nuls | Blancs et nuls  | Blancs et nuls                           | 284          | 2,87         |
| Exprimés       | Exprimés        | Exprimés                                 | 9 608        | 97,13        |

### Montmorillon
| Candidat       | Candidat        | Parti              | Premier tour | Premier tour | Deuxième tour | Deuxième tour |
| Candidat       | Candidat        | Parti              | Voix         | %            | Voix          | %             |
| -------------- | --------------- | ------------------ | ------------ | ------------ | ------------- | ------------- |
|                | Millet          | PN                 | 7 598        | 43,94        | 7 852         | 46,10         |
|                | Junyen Corderoy | Radical            | 6 747        | 39,02        | 9 180         | 53,90         |
|                | Tranchant       | Radical socialiste | 2 946        | 17,04        |               |               |
|                |                 |                    |              |              |               |               |
| Inscrits       | Inscrits        | Inscrits           | 21 026       | 100,00       | 21 026        | 100,00        |
| Votants        | Votants         | Votants            | 17 434       | 82,92        | 17 204        | 81,82         |
| Abstention     | Abstention      | Abstention         | 3 592        | 17,08        | 3 822         | 18,18         |
| Blancs et nuls | Blancs et nuls  | Blancs et nuls     | 143          | 0,82         | 172           | 1,00          |
| Exprimés       | Exprimés        | Exprimés           | 17 291       | 99,18        | 17 032        | 99,00         |

### Poitiers

#### 1recirconscription
| Candidat       | Candidat          | Parti          | Premier tour | Premier tour |
| Candidat       | Candidat          | Parti          | Voix         | %            |
| -------------- | ----------------- | -------------- | ------------ | ------------ |
|                | Edgard de Montjou | PN             | 8 177        | 55,44        |
|                | Auguste Girardin  | Radical        | 3 611        | 24,48        |
|                | Georgel           | PSF            | 2 962        | 20,08        |
|                |                   |                |              |              |
| Inscrits       | Inscrits          | Inscrits       | 18 319       | 100,00       |
| Votants        | Votants           | Votants        | 14 887       | 81,27        |
| Abstention     | Abstention        | Abstention     | 3 432        | 18,73        |
| Blancs et nuls | Blancs et nuls    | Blancs et nuls | 137          | 0,92         |
| Exprimés       | Exprimés          | Exprimés       | 14 750       | 99,08        |

#### 2ecirconscription
| Candidat       | Candidat       | Parti                                | Premier tour | Premier tour | Deuxième tour | Deuxième tour |
| Candidat       | Candidat       | Parti                                | Voix         | %            | Voix          | %             |
| -------------- | -------------- | ------------------------------------ | ------------ | ------------ | ------------- | ------------- |
|                | Raoul Péret    | Républicain progressiste ministériel | 6 455        | 39,72        | 9 772         | 59,02         |
|                | De Sesmaisons  | PN                                   | 6 411        | 39,44        | 6 885         | 41,58         |
|                | Poulle         | Radical                              | 3 385        | 20,83        |               |               |
|                |                |                                      |              |              |               |               |
| Inscrits       | Inscrits       | Inscrits                             | 20 092       | 100,00       | 20 090        | 100,00        |
| Votants        | Votants        | Votants                              | 16 604       | 82,64        | 16 794        | 83,59         |
| Abstention     | Abstention     | Abstention                           | 3 488        | 17,36        | 3 296         | 16,41         |
| Blancs et nuls | Blancs et nuls | Blancs et nuls                       | 353          | 2,13         | 137           | 0,72          |
| Exprimés       | Exprimés       | Exprimés                             | 16 251       | 97,87        | 16 657        | 99,18         |